# Paradoxul bărbierului
Paradoxul bărbierului este un paradox derivat din Paradoxul lui Russell, folosit de Bertrand Russell în exemplificarea acestuia.

## Formularea paradoxului
Presupunem că într-un sat există doar un singur bărbier și acesta își prestează serviciile după următoarea regulă: el îi rade pe toți cei care nu se rad singuri și doar pe aceștia.
Întrebare: bărbierul se rade singur?
Dacă se încearcă analiza celor două posibile răspunsuri la această întrebare se ajunge la următoarele două contradicții:
- pe de o parte dacă bărbierul s-ar rade singur, în virtutea regulei de mai sus, reiese că el nu intră categoria acelora pe care ar trebui să-i bărbierească și deci el nu poate să se bărbierească singur;
- pe de alta parte dacă el nu se rade singur, iarăși în baza regulei, el intră în categoria clienților și deci trebuie să se radă pe el însuși.

Deci, independent de felul în care s-ar rade bărbierul el contrazice regula.
Acest paradox a fost formulat de Bertrand Russell în 1919, când a dat și o variantă similară, denumită paradoxul poștașului: 
„Într-un sat, poștașul satului duce corespondența numai sătenilor care nu pot veni la oficiul poștal să-și ridice corespondența. Poate poștasul să-și livreze singur scrisorile?“
Paradoxul, care este cunoscut ca „paradoxul mulțimii tuturor mulțimilor”, este denumit și Paradoxul Zermelo-Russell (în germană Zermelo-Russellsches Paradoxon), deoarece matematicianul german Ernst Zermelo (1871 - 1953) descoperise acest paradox chiar cu 1−2 ani înainte ca Russell să-l publice.